# Abonutico
Abonutico o Abonuteicos (en griego, Ἀβώνου τεῖχος) era una antigua ciudad griega de Paflagonia, que se localizaba en el lugar donde está la actual población Inebolu, en Turquía.

## Historia
Estrabón la sitúa en la costa del mar Negro, cerca de las poblaciones de Cinolis, Anticinolis y Harmene.
Es citada por Luciano de Samosata en su obra Alejandro o el falso profeta, donde se trataba de la patria de Alejandro de Abonuteicos que vivió en el siglo II. Este personaje convirtió su ciudad natal en un importante centro de peregrinaje de gentes que acudían al oráculo que él mismo se había encargado de crear en un templo de Asclepio que los habitantes de Abonutico habían construido después de que Alejandro difundió unas tablillas que señalaban que el mencionado dios iba a acudir a Abonutico en compañía de su padre Apolo para instalarse allí. Posteriormente Alejandro solicitó al emperador de Roma cambiar el nombre de Abonutico por el de Ionópolis.